# Fonó
Fonó é um município da Hungria, situado no condado de Somogy. Tem 10,61 km² de área e sua população em 2019 foi estimada em 256 habitantes.